# Delia Derbyshire
Ann Delia Derbyshire (5 de mayo de 1937, Coventry - 3 de julio de 2001, Northampton) fue una compositora de música concreta, pionera en el ámbito de la música electrónica. Escultora sonora, experimentó con diversos sonidos para el medio radiofónico, televisivo, teatro y cine. Sus trabajos más conocidos son: el tema musical realizado para la serie británica de ciencia ficción Doctor Who producida por la BBC de Londres en 1963; así como su trabajo con el BBC Radiophonic Workshop. Delia Derbyshire fue una mujer que contribuyó esencialmente a popularizar la música electrónica y la experimentación sonora tanto en Gran Bretaña como en el resto del mundo.

## Biografía
Delia Derbyshire estudió en la escuela secundaria Barr's Hill School and Community College en Radford (escuela de gramática para niñas hasta 1975) en Coventry, Inglaterra; posteriormente ganó una beca para estudiar matemáticas en Girton College en Cambrige, aunque después de un año se cambió al estudio de la música y finalmente obtuvo la licenciatura en matemáticas y música.
Desde temprana edad desarrollo su talento musical, tocaba el violín aunque su instrumento predilecto era el piano, el cual estudió desde los ocho años y medio de edad a nivel de artista intérprete y ejecutante fuera de la escuela. Más tarde tomó clases de contrabajo en Covent Garden.

## Inicios de su carrera
Al salir de la universidad Derbyshire solicitó en 1959 un puesto en el sello discográfico Decca Records, donde le respondieron que no contratan mujeres para sus estudios de grabación.
Desde junio a septiembre de 1959 trabajó como profesora de música y matemáticas en Ginebra para el Cónsul General británico. De septiembre a diciembre del mismo año trabajo en la Unión Internacional de Telecomunicaciones en la ONU, en Ginebra, en el puesto de Asistente del Jefe Plenipotenciario y Administrativo General de Radio Conferencias.
En 1960 regresó a Coventry y entre mayo y octubre de este año se desempeñó como asistente en el Departamento de Promoción en la compañía editora de música Bossey & Hawkes; finalmente en noviembre de 1960 se incorporó al Taller de la BBC de Londres como Asistente de Gerente de Estudio, destacándose por su facilidad para encontrar extractos de música orquestal mediante el estudio de los surcos de los discos de acetato y por su comprensión instintiva del sonido.

## Taller radiofónico de la BBC
Para Derbyshire la radio fue una de sus mayores pasiones desde su infancia; proveniente de una familia humilde, la radio fue parte fundamental en su educación, como lo hace constar en la entrevista realizada por Jo Hutton titulada Radiophonic Ladies.
En 1958 nace de la mano de un grupo de productores y directores de la cadena BBC, entre los que se encuentran Daphne Oram y Desmond Briscoe, el Taller Radiofónico de la BBC. El Taller Radiofónico tenía como principal objetivo ser un lugar de experimentación sonora de bajo costo para los nuevos radioteatros y producciones televisivas de la BBC, las cuales contaban con nuevos estilos de escritura de los dramaturgos de “moda” (como Samuel Beckett) y necesitaban de una nueva y renovadora dimensión sonora que no podía ser producida satisfactoriamente por las originales orquestas utilizadas en los radioteatros convencionales de la emisora.
Bajo la influencia de la música concreta de Pierre Shaeffer y los experimentos sonoros de los músicos Luciano Berio y Karlheinz Stockhausen, así como también la inmensas posibilidades que proporcionaba la manipulación de las grabadoras de cintas de carrete abierto, nace el Taller Radiofónico de la BBC. Colectivos de compositores, dramaturgos y técnicos en sonido se unieron en la búsqueda de nuevos sonidos "para estimular la imaginación del oyente", entre los técnicos de sonido se encontraban tres mujeres: Daphne Oram, Delia Derbyshire y Magdalena Fagandini.
Delia Derbyshire se unió al Taller Radiofónico entre 1962 y 1963 para una comisión: “Tiempo en nuestras manos”, que sólo le permitiría estar un máximo de tres meses en el Taller; sin embargo, Delia estuvo un período de once años trabajando en el Taller de la BBC.
En el Taller Radiofónico, Delia podía combinar sus intereses de la teoría y la percepción del sonido, los modos, las afinaciones y la comunicación de estados de ánimo mediante sonidos exclusivamente electrónicos. A pesar de ello, la mayor parte de la música y experimentos sonoros de Delia fueron rotundamente rechazados por la BBC, que los consideró lascivos y lujuriosos, adelantados a su época e incomprensibles para los oyentes y televidentes.
Delia Derbyshire permaneció en el Taller Radiofónico de la BBC hasta 1973; la mayoría de sus obras realizadas para la BBC quedaron en el anonimato y los derechos de autor fueron retenidos por la emisora.

## Doctor Who
En mayo de 1963 el productor y director de la BBC Rex Tuker quedó a cargo temporalmente del proyecto de serie de ciencia ficción titulado “Doctor Who”, que se transmitiría por la televisión británica. La serie necesitaba de un tema de presentación y Tuker, quien conocía al compositor Tristam Cary, le propuso a éste realizar la pieza musical de la nueva serie. Sin embargo, en junio de 1963 Verity Lambert asume el cargo de productora permanente del proyecto y al dejar Tuker el puesto de producción con él también se va el primer intento de realización del tema musical para la serie.
Para julio del mismo año la serie continúa sin tema inicial y el nuevo productor pone en marcha una serie de ideas que giran alrededor de las vanguardias musicales francesas, especialmente del grupo de música Les structures sonores, grupo que elaboraba sus sonidos electrónicos a partir de estructuras metálicas y de cristal. Pero el costo de contratar al grupo para la realización del tema de Doctor Who era demasiado elevado para poder costearlo por la producción de la serie; fue entonces cuando Lionel Salter, jefe del departamento de música de televisión de la BBC, sugiere trabajar la pieza con el Taller Radiofónico de la BBC.
Es así como quedan a cargo del tema principal de la serie Ron Grainer como compositor y Delia Derbyshire como creadora, junto con el asistente Dick Mills.
En agosto de 1963 se crea la versión original del tema de Doctor Who. La puntuación que Ron Grainer le entregó a Delia era sumamente abstracta, figuraban cosas como “burbujas de viento” y “nubes de viento”; eran descripciones sumamente elaboradas y rítmicas que Delia supo captar con entusiasmo.
Para poder realizar la pieza, Delia Derbyshire, tuvo que crear cada uno de los sonidos y grabar cada una de las notas por separado, y para ello utilizó diversos instrumentos que grabó en cintas magnéticas y que posteriormente modificó, mediante distintos métodos. Uno de ellos era tomar pedazos de cinta magnetofónica y crear bucles con ellos; el bucle era colocado en una máquina de carrete abierto y se cambiaban las velocidades de reproducción; finalmente los sonidos obtenidos eran regrabados en otro equipo. Una vez obtenidos todos los sonidos y las notas necesarias todavía hacía falta crear la pieza; para esto Delia, tuvo que cortar cada nota en pequeños trozos de cinta; una vez realizado este trabajo los pequeños trozos fueron pegados en orden para terminar formando varias cintas magnetofónicas que contenía cada uno de los trozos cortados. Una vez terminada la parte de montaje de cintas Delia debía realizar la mezcla final, y para ello (hay que tener en cuenta que no existían los programas multipistas, ni de edición de sonido por computadora) cada cinta del montaje era colocada de forma individual en una máquina de carrete abierto; el paso final era iniciar todas las máquinas simultáneamente y grabar el sonido resultante.
El resultado final fue una extraordinaria pieza de música electrónica, la primera creada para una serie de televisión. Ron Grainer intentó acreditarla como cocompositora, pero la burocracia de la BBC se lo impidió porque preferían que los miembros del taller permanecieran anónimos.  No apareció acreditada en pantalla por su trabajo hasta el especial del 50 aniversario de Doctor Who , The Day of the Doctor . 

### Otros trabajos realizados para la BBC
Delia Derbyshire realizó alrededor de doscientos trabajos para la BBC de Londres mientras fue empleada del Taller Radiofónico, entre sus trabajos se encuentran:
1962 “Time on our hands” (Tiempo en nuestras manos) fue el primer trabajo realizado por Delia para la BBC.
1962 “Arabic Science and history” o “Arabic Science and Industry”.
1963 “Know your car”
1963 “Doctor Who” 
1964 “Talk Out”
1964 “Science and Health”
1964 “Anger of Achilles” (La ira de Aquiles) realización en conjunto con el compositor tarraconense Robert Gerhard, la cual fue galardonada con el premio PRIX ITALIA que otorgaba la RAI.
1964-1965 Cuatro invenciones para radio (The Dreams - Amor Dei - The After Life - The evenings of certain lives) en colaboración con el poeta y dramaturgo Barry Bermange.
1964 “The Dreams” (Los sueños) o “Within dreams” (Dentro de los sueños). Programa de cinco movimientos sonoros mediante los cuales se recreaban algunas de las atmósferas y sensaciones que comúnmente se experimentan en los sueños. Todos los movimientos sonoros se encontraban en el marco de la realización de pura electrónica y se mezclaban con voces grabadas por Barry Bermange de gente que describía sus sueños.
Movimientos sonoros de “The Dreams”
1. Running (Huyendo)
2. Falling (Cayendo)
3. Land (Paisaje)
4. Sea (Mar)
5. Colour (Color)

1964 “Amor Dei”
Un intento de describir a Dios en términos humanos, y crear una especie de pintura religiosa, una impresión del amor y la devoción que el ser humano tiene por Dios. La composición tuvo como base diversas voces grabadas por Barry Bermange y el concepto de “un retablo gótico” dibujado por Barry. Esta pieza cuenta con cuatro movimientos sonoros:
1. Conceptions of god (concepciones de Dios)
2. A capela Litúrgica
3. I'd like to believe in God, but...
4. There is God!

1965 “The After-Life”
Un intento por reconstruir los sonidos de la visión espiritual de la muerte y de la eternidad, usando un proceso de montaje similar a los anteriores programas. Esta pieza cuenta con los movimientos:
1. “Radio Times”
2. “Actuality”

1965 “The evenings of certain live"
Trabajos sin fecha
-"Mattchin".
-"The Delian Mode".
-"Happy birthday".
-"Door to door".
-"Air".
-"Time to go".
-"Chromophone".
-"Cyprian Queen".
-"Out of this world".
1966 “A new view of politics”
Pieza realizada para la BBC. Programa transmitido el 5 de febrero de 1967 que tenía como eje principal una entrevista al líder del partido Liberal británico Jo Grimond.
1966 “Ziw- ZIH ziw ZIH-OO-oo-oo”
Pieza realizada para la serie televisiva Out of the known producida por la BBC, la mayoría de sus episodios fueron adaptaciones de cuentos de ciencia ficción.
1967 “Towards Tomorrow”
1967 “Blue vels and golden sands”
Documental sobre la tribu nómada Tuareg/Imuhagh que vive en el desierto del Sahara.
1968 “Pot au feu”
1969 “Environmental studies”
1969 “Chronicle”
1969 “Great zoos of the world”
1971 “Tutenkamun's Egypt”

## La experimentación con sonidos
La ciudad de Coventry fue una de las ciudades que tuvo que ser «sacrificada» por los ingleses en la Segunda Guerra Mundial; esto, debido a que justo antes del bombardeo a esa ciudad se había descifrado el Código Enigma de los nazis y se había interceptado una comunicación del Eje donde se decía que se iba a bombardear la ciudad. Entonces Winston Churchill tuvo que tomar la decisión de evacuar o no Coventry. Si se evacuaba la ciudad, los nazis iban a sospechar que se había descifrado el Código Enigma, y se comprometería la ventaja en la guerra. Finalmente, Coventry fue bombardeada masivamente por los aviones de la Luftwaffe (cerca de quinientos bombarderos) el 14 de noviembre de 1940 y la ciudad fue casi totalmente destruida. Por aquel entonces Delia tenía unos tres años de edad y los sonidos del bombardeo, las sirenas y demás produjeron un impacto muy grande en su vida y en su fascinación por los sonidos electrónicos y abstractos.
Sin lugar a dudas las matemáticas iban de la mano de la música para Delia Derbyshire. Las matemáticas formaban parte de la disciplina fundamental para la creación de todas sus obras; es por esto que utilizaba el método matemático de la sucesión de Fibonacci en la realización de sus sonidos. La sucesión Fibonacci fue descripta por el matemático italiano Leonardo de Pisa en el siglo XIII bajo la fórmula
F(n) =F(n-1) F(n-2), es decir 1+1=2 1+2=3 2+3=5 3+5=8, esta sucesión fue utilizada por diversos matemáticos, arquitectos, pintores y músicos entre los que se encontraban Béla Bartók y Olivier Messiaen. Asimismo, esta secuencia, fue frecuentemente utilizada por el movimiento italiano Arte Povera; movimiento del que es posible que Delia tuviera conocimiento ya que muchos de los métodos artísticos del Arte Povera coinciden con los practicados por Delia Derbyshire, ejemplo: el uso de objetos comunes con fines artísticos (como lámparas y rayadores de queso) que Delia Derbyshire utilizaba para la obtención de diversas tonalidades en sus creaciones.
Sus principales herramientas de trabajo eran las grabaciones que realizaba de diversos objetos, voces e instrumentos en cintas magnetofónicas que luego manipulaba por medio de generadores de ruido blanco, osciladores de válvulas, filtros, grabadores de cinta abierta, sonidos que cortaba, pegaba y montaba uno sobre otro. También utilizó el famoso wobulator, inventado por Dave young hecho a partir de objetos encontrados.
Delia analizaba hasta el más ínfimo detalle de los sonidos: la frecuencia, los parciales, las tonalidades y el ritmo. 
En el año 2009 se estrenó el documental experimental “The Delian Mode”, de Kara Blake, que gira en torno a la vida y obra de Delia Derbyshire y a su forma de concebir los sonidos. El documental incluye entrevistas con músicos, amigos y colegas de Delia.
En una entrevista Delia rescata su instrumento favorito: una pantalla de lámpara, verde y metálica, que había en la BBC, y de la cual grabó su sonido y luego lo analizó mediante de 12 osciladores.

## Más allá de la BBC
En 1966 junto con su colega de la BBC Brian Hudgson y el inventor Peter Zinovief crearon la Unit Delta Plus, una organización donde podían crear música electrónica y promover su utilización en radio, televisión, cine, teatro y publicidad. El estudio se encontraba ubicado en Deodar Road en Putney, Londres, una casa de pueblo propiedad de Zinovieff, es aquí donde Delia conocerá a Paul McCartney.
En 1967, Delia, participó en la partitura electrónica del compositor Guy Woolfenden para la producción de Peter Hall "Macbeth" para el Royal Shakespeare Theatre con Paul Sconfield.
En 1968 colabora con sus sonidos electrónicos en la película de Peter Hall Work is a Four-Letter.
Con el proyecto "Unit Delta Plus" participa y promueve múltiples festivales entre los que se encuentran:
En 1966 el festival de música electrónica en el Watermill Theatre.
En este mismo año, 1966, graba con Anthony Newley “Moogies Bloogies”, tema inédito.
En 1967 el festival “Million volt light and sound” contó con la interpretación de la pieza “Carnaval de la luz”, pieza experimental inédita del grupo The Beatles; la cual fue grabada el 5 de enero de 1967 después de la grabación vocal de la canción “Penny Lane”.
En 1967 después de una actuación problemática en el Royal College of Art, la "Unit Delta Plus" se disuelve.
A finales de los 60 y principios de los 70, junto al músico David Vorhaus y Brian Hodson (Unit Delta Plus), crean el estudio “Kaleidophon”. En 1969 forman la banda de música electrónica White Noise y ese mismo año lanzan el álbum An Electric Storm con el sello Island Records.
El álbum fue creado a partir de una variedad de técnicas de manipulación de cintas análogas y de sonidos dados por el sintetizador VCS3 Synthi EMS.
Entre las muchas rarezas, en la primera pista “Love without sound”, se utilizó el sonido producido por un contrabajo para realizar sonidos semejantes al del violonchelo y el del violín. El uso de voces modificadas fue otra de las características del álbum. Inicialmente An Electric Storm no fue un éxito comercial, pero con el paso del tiempo se convirtió en un álbum de culto, llegando a venderse cientos de miles de copias en todo el mundo. Un breve extracto de An Electric Storm puede encontrarse en la película Drácula de 1972 dirigida por Alan Gibson.
Los tres músicos, bajos distintos seudónimos, colaboraron con “The standard music library”.
A finales de los años 1960, Delia participa en un espectáculo de música electrónica en el Roundhouse de Londres, en la banda sonora para una película de Yoko Ono, entre otros trabajos importantes.

## La otra Delia
En 1973 Delia se alejó de la BBC y se unió al estudio creado por Brian Hodgson y Covent Garden denominado “ Electrophone” donde colaboró en la banda sonora de la película “The Legend of hell house”; poco tiempo después se fue de Londres alejándose del ámbito musical.
Trabajó como operadora de radio en la compañía inglesa de gas y en este mismo año (1973) se casó con el hijo de un trabajador minero, David Hunter de Haltwhistle, de quién se separaría al año siguiente pero del que no se divorciaría legalmente.
En 1980 se traslada a Northampton, Coventry para estar cerca de su madre y trabaja para la galería de arte de su amigo Li Yuan Chia por un período de tiempo; después trabajar en una librería como empleada.
Es por estos años que conoce a Clive Blackburn quien sería su compañero de toda la vida.
En este período de su vida aún sin trabajar en el ámbito musical, Delia continúa componiendo y alentando a sus amigos compositores. Delia nunca se alejó definitivamente de la pasión por componer con sonidos abstractos.

## Últimos años
A principios de los años 90 retoma el interés por la música electrónica alentada por una generación más joven que toma su música como música de culto y la empieza a reconocer como una figura influyente para la música contemporánea.
Alentada por su amigo Peter Kember (Sonic Boom) y el artista Aphex Twin volvió a escribir música. Sin embargo no pudo completar su obra y no volvió a publicar.
El 3 de julio de 2001 mientras transitaba la recuperación de un cáncer de mama Delia Derbyshire murió a los 64 de una insuficiencia renal.